# Кератофаги

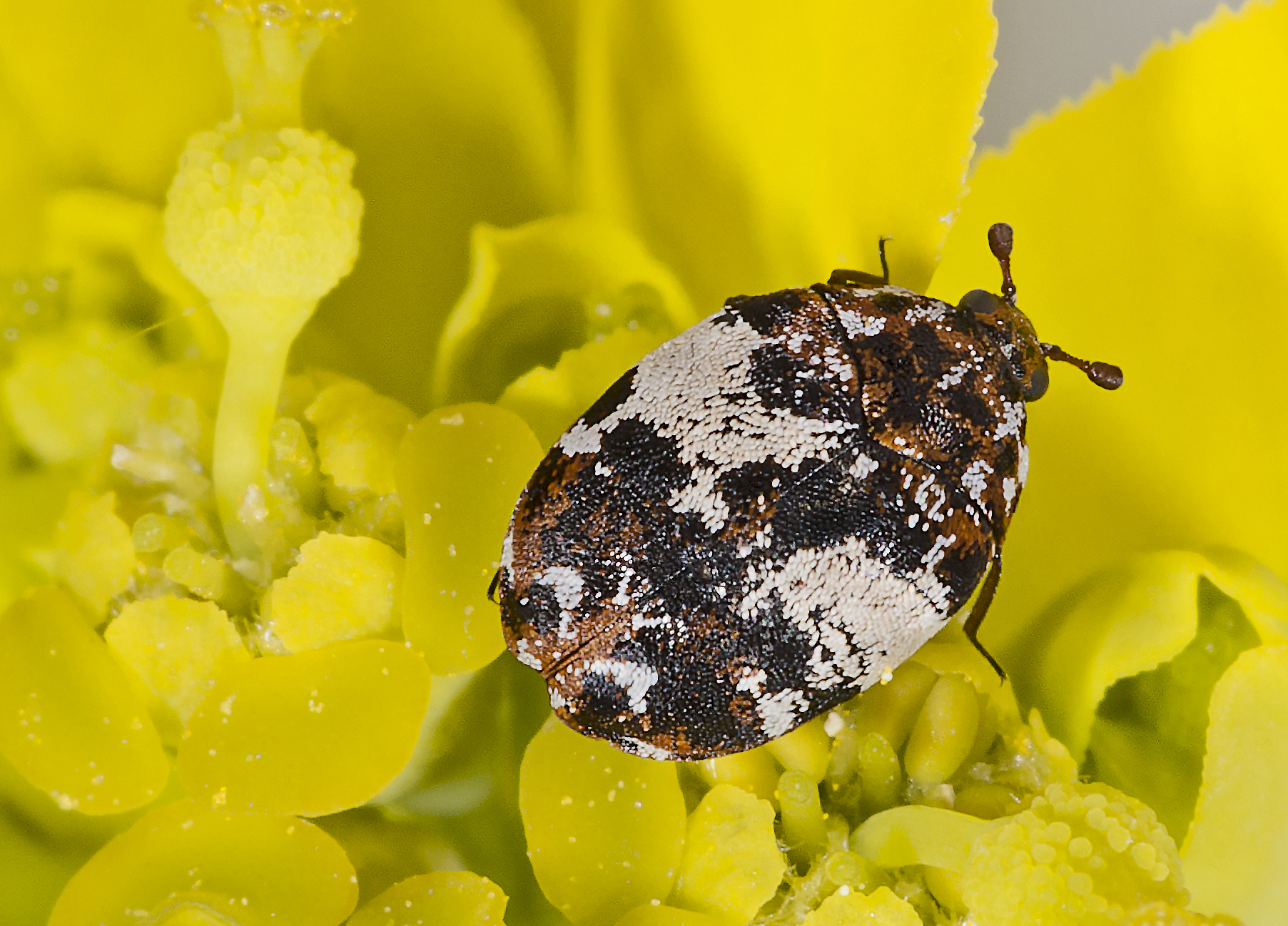
Кожеед Anthrenus pimpinellae, личинки которого является типичными кератофагами

Кератофаги - животные питающиеся преимущественно, или исключительно, кератинами волосяного покрова и роговых образований млекопитающих, а также перьев птиц. 
Наиболее типичным примером являются моли-кератофаги – мелкие бабочки семейства Tineidae, гусеницы которых питаются такими стойкими органическими образованиями, как шерсть, кожа, когти, рога, копыта.
Гусеницы молей рода Ceratophaga живут в рогах африканских антилоп питаясь кератином. 
Представители кератофагов существует и среди личинок жесткокрылых: жуки семейства кожееды, и пластинчатоусые - в частности представители рода Trox. 
К кератофагам относят также пылевых клещей.